# Balcha enoptra
Balcha enoptra är en stekelart som beskrevs av Gibson 2005. Balcha enoptra ingår i släktet Balcha och familjen hoppglanssteklar. Inga underarter finns listade.